# La grammaire est une chanson douce
 (mai 2025).
Motif : Peu de sources montrant la notoriété.
- Archive Wikiwix
- Bing
- Cairn
- DuckDuckGo
- E. Universalis
- Gallica
- Google
- G. Books
- G. News
- G. Scholar
- Persée
- Qwant
- (zh) Baidu
- (ru) Yandex
- (wd) trouver des œuvres sur Wikidata

| 1. | Préciser le motif de la pose du bandeau. | Précisez le motif de la pose du bandeau en utilisant la syntaxe suivante : {{admissibilité à vérifier\|date=août 2025\|motif=remplacez ce texte par le motif}}                                          |
| 2. | Informer les utilisateurs concernés.     | Pensez à avertir le créateur de l'article, par exemple, en insérant le code ci-dessous sur sa page de discussion : {{subst:avertissement admissibilité à vérifier\|La grammaire est une chanson douce}} |

La grammaire est une chanson douce est un livre écrit par Erik Orsenna, de l'Académie française, paru le 28 août 2001. Le livre suivant s'appelle Les Chevaliers du subjonctif.

## Résumé
L’histoire se passe durant l’époque contemporaine. Une jeune fille nommée Jeanne, dont les parents sont divorcés, navigue sur un navire avec son frère Thomas pour aller rejoindre leur père de l'autre côté de l'Atlantique. Malheureusement, leur bateau coule pas très loin de leur destination finale. Ils se réveillent sur une île qu'ils ne connaissent pas et découvrent que l'accident les a rendus muets. Ils sont alors pris sous l'aile de Monsieur Henri, un habitant de l'île, et de son neveu, qui tentera de leur montrer à l'aide de plusieurs excursions que la grammaire est une chanson douce. À la fin du livre, les parents reviennent.